# AHSA1
AHSA1 (англ. Activator of HSP90 ATPase activity 1) – білок, який кодується однойменним геном, розташованим у людей на короткому плечі 14-ї хромосоми.  Довжина поліпептидного ланцюга білка становить 338 амінокислот, а молекулярна маса — 38 274.
| 10         |  | 20         |  | 30         |  | 40         |  | 50         |
| ---------- |  | ---------- |  | ---------- |  | ---------- |  | ---------- |
| MAKWGEGDPR |  | WIVEERADAT |  | NVNNWHWTER |  | DASNWSTDKL |  | KTLFLAVQVQ |
| NEEGKCEVTE |  | VSKLDGEASI |  | NNRKGKLIFF |  | YEWSVKLNWT |  | GTSKSGVQYK |
| GHVEIPNLSD |  | ENSVDEVEIS |  | VSLAKDEPDT |  | NLVALMKEEG |  | VKLLREAMGI |
| YISTLKTEFT |  | QGMILPTMNG |  | ESVDPVGQPA |  | LKTEERKAKP |  | APSKTQARPV |
| GVKIPTCKIT |  | LKETFLTSPE |  | ELYRVFTTQE |  | LVQAFTHAPA |  | TLEADRGGKF |
| HMVDGNVSGE |  | FTDLVPEKHI |  | VMKWRFKSWP |  | EGHFATITLT |  | FIDKNGETEL |
| CMEGRGIPAP |  | EEERTRQGWQ |  | RYYFEGIKQT |  | FGYGARLF   |  |            |

A: Аланін

C: Цистеїн

D: Аспарагінова кислота

E: Глутамінова кислота

F: Фенілаланін

G: Гліцин

H: Гістидин

I: Ізолейцин

K: Лізин

L: Лейцин

M: Метіонін

N: Аспарагін

P: Пролін

Q: Глутамін

R: Аргінін

S: Серин

T: Треонін

V: Валін

W: Триптофан

Кодований геном білок за функцією належить до шаперонів. 
Задіяний у такому біологічному процесі як відповідь на стрес. 
Локалізований у цитоплазмі, ендоплазматичному ретикулумі.